# Christina Liebherr
Christina Liebherr (Stuttgart, RFA, 16 de marzo de 1979) es una jinete suiza que compitió en la modalidad de salto ecuestre.
Participó en dos Juegos Olímpicos de Verano, obteniendo una medalla de bronce en Pekín 2008, en la prueba por equipos (junto con Pius Schwizer, Niklaus Schurtenberger y Steve Guerdat), y el quinto lugar en Atenas 2004, en la misma prueba. Ganó dos medallas de plata en el Campeonato Europeo de Saltos Ecuestres de 2005.

## Palmarés internacional
| Juegos Olímpicos   | Juegos Olímpicos        | Juegos Olímpicos  | Juegos Olímpicos |
| Año                | Lugar                   | Medalla           | Categoría        |
| ------------------ | ----------------------- | ----------------- | ---------------- |
| 2008               | Hong Kong (China)       | Medalla de bronce | Por equipos      |
| Campeonato Europeo |                         |                   |                  |
| Año                | Lugar                   | Medalla           | Categoría        |
| 2005               | San Patrignano (Italia) | Medalla de plata  | Individual       |
| 2005               | San Patrignano (Italia) | Medalla de plata  | Por equipos      |